# Emblyna sublatoides
Emblyna sublatoides là một loài nhện trong họ Dictynidae.
Loài này thuộc chi Emblyna. Emblyna sublatoides được miêu tả năm 1935 bởi Wilton Ivie & Barrows.